# Isola di Booth
L'isola di Booth (o isola di Wandel) è un'isola spoglia a forma di Y, lunga 5 miglia e con un'altezza massima di 980 metri, al largo della costa ovest della Penisola Antartica, nella parte nordorientale dell'arcipelago Wilhelm. L'isola di Booth è situata a 65°05′S 64°00′W. Scoperta e battezzata durante una spedizione tedesca sotto il comando di Dallmann nel 1873-1874, probabilmente in onore di Oskar Booth o Stanley Booth, entrambi allora membri della Società Geografica di Amburgo. Il Comitato consultivo dei nomi antartici rifiutò il nome "isola di Wandel", dato dalla Spedizione Antartica Belga 1897-1899, in favore del nome originale. Lo stretto passaggio tra l'isola e la terraferma è lo spettacolare canale Lemaire.
Il punto più alto dell'isola è il picco Wandel  (980 metri), fino al 2003 ancora non scalata nonostante i numerosi tentativi; Damien Gildea l'ha denominata «uno degli obiettivi più competitivi ancora da scalare della Penisola Antartica»